# Comté de Mahnomen
Le comté de Mahnomen est situé dans l’État du Minnesota, aux États-Unis. Il comptait 5 190 habitants en 2000. Son siège est Mahnomen.